# بیلی جین
«بیلی جین» (به انگلیسی: Billie Jean) ترانه‌ای اثر خواننده آمریکایی مایکل جکسون از آلبوم تریلر (پرفروش‌ترین آلبوم تاریخ موسیقی جهان) است. این ترانه در ۲ ژانویه ۱۹۸۳ به‌عنوان دومین تک‌آهنگ تریلر توسط اپیک رکوردز منتشر شد. سرایش و آهنگسازی «بیلی جین» توسط مایکل جکسون و تهیه‌کنندگی آن، بر عهدهٔ کوئینسی جونز بوده‌است.
انتشار این ترانه از لحاظ تجاری موفقیت‌های زیادی را کسب کرد؛ به‌طوری‌که خیلی سریع به یکی از پرفروش‌ترین تک‌آهنگ‌های سال ۱۹۸۳ تبدیل شد و در رتبهٔ نخست جدول‌های فروش موسیقی ایالات متحده، بریتانیا و چندین کشور دیگر قرار گرفت.
«بیلی جین» به عنوان یکی از بهترین آهنگ‌های تحول‌آفرین و انقلابی در تاریخ موسیقی پاپ شناخته می‌شود.
این ترانه جوایز بسیاری، از جمله دو جایزه گرمی را از آن خود کرد.
موزیک ویدئوی «بیلی جین» توانست مرزهای نژادی را در شبکهٔ ام‌تی‌وی به عنوان اولین موزیک ویدئوی یک خوانندهٔ رنگین‌پوست، در هم زند.
گونه‌ای متفاوت از این آهنگ نیز به صورت سفارشی برای کمپانی نوشابه‌سازی پپسی صرف تبلیغات ساخته شده‌است. همچنین جکسون حرکت رقص معروف مون‌واک را برای اولین بار در اجرای زندهٔ این ترانه در ویژه برنامهٔ موتاون ۲۵ به نمایش گذاشت. اجرایی که به عقیدهٔ منتقدان، یکی از به یاد ماندنی‌ترین و مهم‌ترین لحظات در تاریخ فرهنگ مردمی است.
این ترانه در سال ۲۰۰۸ توسط کانیه وست و جکسون دوباره میکس شد و در آلبوم تریلر ۲۵ قرار گرفت.

## مقدمه
مایکل جکسون که متولد سال ۱۹۵۸ میلادی بود، از ۵ سالگی به صنعت موسیقی وارد شد. وی در فاصلهٔ سال‌های ۱۹۷۲ تا ۱۹۷۹ در حالی که هنوز عضوی از گروه جکسون فایو بود، توانست در نقش خوانندهٔ اصلی این گروه به موفقیت‌های چشمگیری برسد، و حتی در ۱۱ سالگی به عنوان «جوان‌ترین خوانندهٔ دارای آهنگ شمارهٔ یک در تاریخ تأسیس جداول موسیقی آمریکا»
رکوردی در گینس ثبت کند.
مایکل ۵ آلبوم استودیویی انفرادی نیز در این سال‌ها منتشر کرد. این آلبوم‌ها به موفقیت‌های چشمگیری رسیدند و حتی آلبوم پنجم وی به نام غیر معمول به یکی از پرفروش‌ترین آلبوم‌های تاریخ تبدیل شد.
در ۳۰ نوامبر ۱۹۸۲، ششمین آلبوم استودیویی مایکل جکسون به نام تریلِر منتشر شد. سلیقه عمومی بازار موسیقی در آن زمان بیشتر به فروش تک‌آهنگ گرایش داشت تا به فروش آلبوم، اما آلبوم تریلر انقلابی در موسیقی پاپ بر پا کرد. مایکل با درآمیختن سبک‌های گوناگون از جمله راک، آر اند بی، فانک و رقص به موفقیتی کم‌نظیر دست یافت و فروش ده‌ها میلیون نسخه از آلبوم تریلر این روند را دگرگون ساخت و تاریخ‌ساز شد.
پس از انتشار آلبوم تریلر در نوامبر ۱۹۸۲، اولین تک‌آهنگ این آلبوم به نام «آن دختر برای من است» با همخوانی پل مک‌کارتنی، خوانندهٔ سابق بیتلز، در دسامبر همان سال منتشر شد. این تک‌آهنگ موفقیت‌های خوبی کسب کرد؛ از جمله توانست به رتبهٔ ۲ در بیلبورد ۱۰۰ برسد.
سپس «بیلی جین» به عنوان دومین تک‌آهنگ این آلبوم در ۲ ژانویه ۱۹۸۳ (‎۱۲ دی ۱۳۶۱) منتشر شد.

## موضوع ترانه
ترانه‌سرایی و آهنگ‌سازی «بیلی جین» توسط خود مایکل جکسون انجام شده‌است.
متن این ترانه دربارهٔ زنی به نام «بیلی جین» است که می‌گوید فرزندی از مایکل دارد و مایکل نیز به تکذیب این اتهام می‌پردازد.
مایکل در بخشی از ترانه می‌خواند:
«مردم همیشه به من می‌گن که مواظب کارهایت باش؛ و دور و برشکستن قلب دختران جوان نرو؛ و مادرم همیشه به من می‌گه مواظب کسی که دوست می‌داری باش. مواظب کارات باش چون که دروغ‌ها یکدفعه به واقعیت تبدیل می‌شود. بیلی جین عشق من نیست. او دختری است که ادعا می‌کند که من همان شخص هستم [که پدر فرزندش هستم]. اما آن بچه، پسر من نیست.»
روایت‌های زیاد و متناقضی دربارهٔ نحوهٔ نوشته شدن «بیلی جین» توسط مایکل وجود دارد. برخی بر این باور هستند که یک تجربهٔ واقعی در زندگی مایکل باعث شد که این شعر نوشته شود. در این روایت می‌گویند که یکی از هواداران روانیِ مایکل، به او نامه‌هایی می‌دهد و می‌گوید که یکی از دوقلوهایش، پسری است که از وی باردار شده‌است. برخی دیگر نیز می‌گویند که مایکل یکی از هواداران بیلی جین کینگ، تِنیسور معروف بود و این ترانه دربارهٔ او است. اما خود مایکل می‌گوید که موضوع این ترانه، الهام گرفته شده از داستانی واقعی است که در دوران جکسون فایو، برای برادرانش [که از او بزرگ‌تر بوده‌اند] افتاده‌است. او می‌گوید که زمانی که در گروه جکسون فایو بوده‌است، بارها این اتفاق برای برادارانش افتاده بود.
مایکل در خودزندگی‌نامه‌اش به نام «مون‌واک» که در سال ۱۹۸۸ منتشر شد، دربارهٔ «بیلی جین» می‌گوید:

«افراد زیادی در مورد این آهنگ از من سؤال می‌پرسند و جواب من نیز همیشه ثابت است: داستان آهنگ دربارهٔ دختری است که ادعا می‌کند من پدر بچه‌اش هستم و من با گفتن جملهٔ «این پسر مال من نیست» بی‌گناهی خودم را در آهنگ ثابت می‌کنم. دختری به نام بیلی جین هیچ وقت واقعی نبوده‌است. (البته به‌جز افرادی که بعد از این آهنگ به سراغم می‌آمدند) این مسائل برای برخی از برادرانم پیش آمده‌است و من همیشه از این موضوعات خیلی متعجب می‌شدم. نمی‌توانستم بفهمم آن دخترها چطور می‌توانستند بگویند که فرزند کسی را در شکم دارند، در حالی که چنین چیزی حقیقت نداشت. من حتی نمی‌توانم دربارهٔ گفتن چنین دروغی فکر کنم … حتی الان زنانی هستند که جلوی در خانه‌ام می‌ایستند و حرف‌های عجیبی می‌زنند؛ مثل «اوه من زن مایکلم» یا «در خونه‌ام روباز کنید من کلیدهامو جا گذاشتم!». من دختری را به یاد دارم که واقعاً دیوانه‌مان کرده بود. فکر کنم که او در خیالاتش باور کرده بود که من متعلق به اویم و او نیز متعلق به من است! دختر دیگری هم بود که ادعا می‌کرد من با او رابطهٔ جنسی داشته‌ام و مرا تهدید می‌کرد … این‌ها که چیزی نیست! یک بار چند نفر خودشان را با دردسر به من رساندند و ادعا کردند که با عیسی مسیح صحبت کرده‌اند و او از آن‌ها خواسته که با من حرف بزنند.»

اما زندگی‌نامه‌نویس و خبرنگار، جی. رندی تارابورلی، در کتاب «جادو و جنون» این تئوری را مطرح کرده که داستان ترانهٔ «بیلی جین» براساس تجربه‌ای واقعی از زندگی خود مایکل در سال ۱۹۸۱ است. تارابورلی می‌گوید:

«زنی از طرفداران مایکل، در نامه‌ای به او اطلاع می‌دهد که یکی از فرزندان دوقلوی او برای مایکل است؛ اما مایکل این نامه را نادیده می‌گیرد. زن، نامه‌های بسیار دیگری برای او می‌فرستد و در آن‌ها اظهار می‌کند که عاشق اوست و می‌خواهد با او باشد. زن، در این نامه‌ها از جکسون می‌پرسد که چطور می‌تواند فرزندی را که از گوشت و پوست اوست نادیده بگیرد. این نامه‌ها به اندازه‌ای مایکل را آشفته کرد که او شب‌ها از کابوسهای مربوط به آن رنج می‌برد.
در ادامه، آن زن بسته‌ای را که در آن اسلحه و نامه‌ای بود، همراه با عکس خودش برای مایکل می‌فرستد. مایکل وحشت زده می‌شود؛ در نامه از مایکل خواسته شده بود که در روز و ساعتی مشخص خود را بکشد. آن زن اظهار کرد که خود او هم بعد از کشتن بچه، در زمان تعیین کرده خود را می‌کشد تا در جهانی دیگر او را ملاقات کند.
مایکل علی‌رغم مخالفت مادرش، کاترین، عکس آن زن را قاب می‌گیرد و در میز اتاق نهارخوری خانه‌شان می‌گذارد. بعدها خانوادهٔ جکسون فهمیدند که آن طرفدار، بیماری روانی بوده و به تیمارستان منتقل شده‌است.»

## ضبط

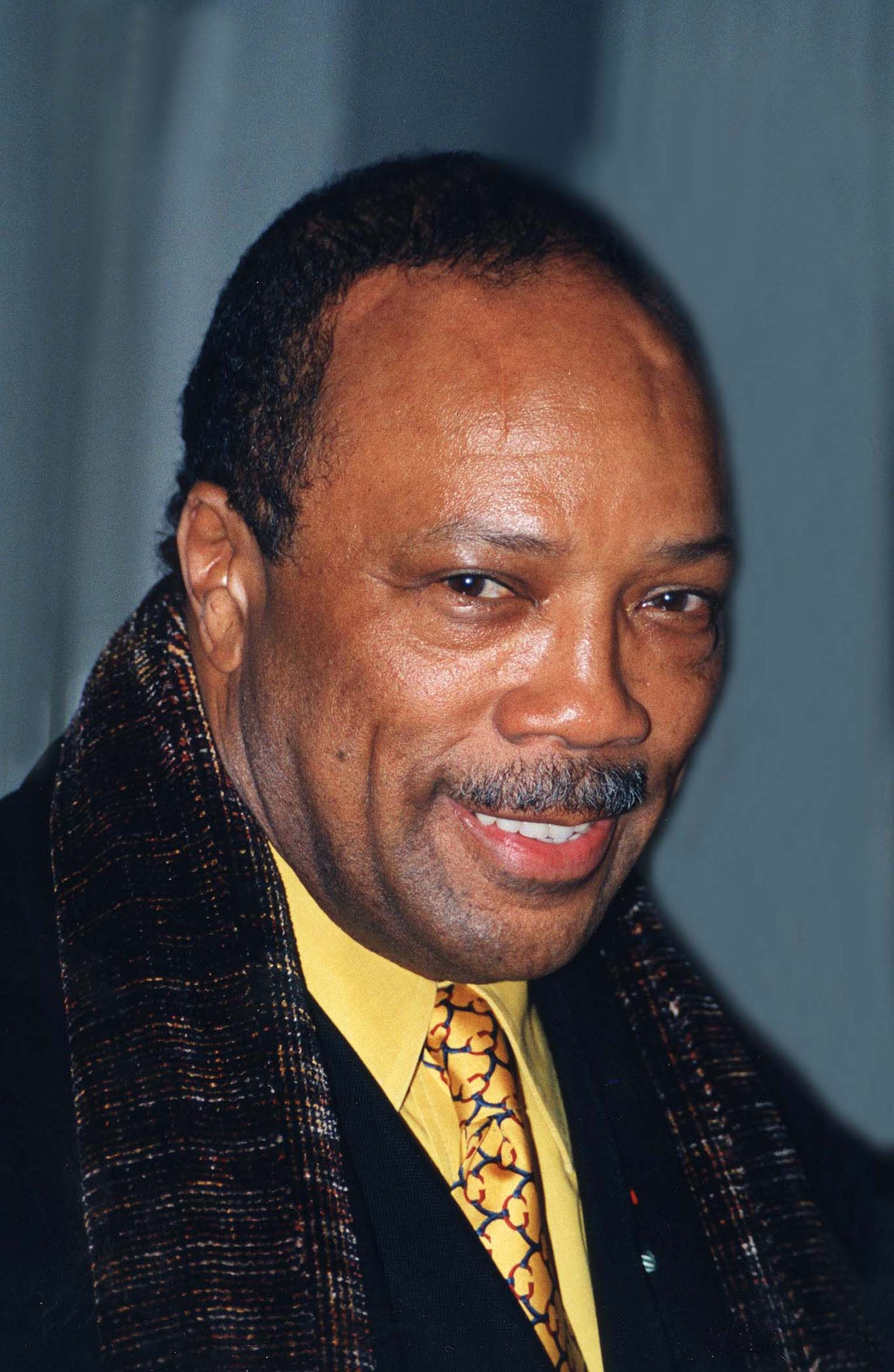
کوئینسی جونز تهیه‌کنندهٔ آلبوم تریلر بود. او بر این باور بود که «بیلی جین» برای این آلبوم بسیار ضعیف است. اما این ترانه به موفق‌ترین ترانهٔ آلبوم تریلر تبدیل شد.

به گفتهٔ خود مایکل، زمانی که ترانهٔ «بیلی جین» را می‌نوشت می‌دانست که این ترانه موفق خواهد بود.

«یک موسیقی‌دان اصول موفقیت را می‌داند. همه چیز باید جای خودش احساس شود و به شما حس خوبی بدهد. این همان احساسی است که من دربارهٔ «بیلی جین» داشتم؛ و من زمانی که آن را می‌نوشتم می‌دانستم که خیلی بزرگ خواهد شد.»

مایکل می‌گوید که ساخت ترانهٔ «بیلی جین» آنقدر ذهنش را مشغول کرده بود، که وقتی در بزرگراه در حال رانندگی بود، متوجهٔ آتش گرفتن موتور ماشینش نشد تا زمانی که یک موتورسوار او را از این موضوع باخبر کرد.
مایکل بر سر ضبط این ترانه، با کوئینسی جونز، تهیه‌کنندهٔ آلبوم تریلر مشکل پیدا کرد. کوئینسی بر این باور بود که «بیلی جین» نباید بر روی تریلر منتشر شود زیرا از نظر او ترانهٔ بسیار ضعیفی بود.
کوئینسی از نسخهٔ آزمایشی «بیلی جین» راضی نبود و بِیس آهنگ را ضعیف می‌دانست. کوئینسی به مایکل پیشنهاد داد تا موسیقی ۲۹ ثانیه‌ای اول «بیلی جین» را کوتاه کند زیرا معتقد بود که بسیار طولانی است.
اما مایکل اصرار داشت که مقدمهٔ ترانه بسیار عالی است. کوئینسی در سال‌های بعد گفت: «من به مایکل گفتم: مایکل، ما باید مقدمه را کوتاه کنیم. اما او جواب داد: «اتفاقاً همین مقدمه‌است که من را به رقص وادار می‌کند». و وقتی مایکل به شما می‌گوید که چه چیزی باعث رقصیدنش می‌شود؛ خوب، دیگر اینجاست که ما باید ساکت می‌شدیم».
همچنین کوئینسی خواستار این بود که نام ترانه از «بیلی جین» به «او عشق من نیست» تغییر کند زیرا احساس می‌کرد که ممکن است مردم فوراً به یاد بیلی جین کینگ، تنیسور معروف زن بیافتند.
این آهنگ ۹۱ بار توسط بروس سوئدن ترکیب و میکس شد تا برای انتشار نهایی آماده شود. این در حالی بود که بروس معمولاً هر آهنگ را ۱ بار میکس می‌کرد. مایکل هر بار که به ترکیب جدید بروس گوش می‌کرد، از آن احساس رضایت نمی‌کرد و درخواست ترکیب دوباره می‌کرد. جونز به بروس گفت که یک دِرام برای «بیلی جین» بسازد که تا به امروز هیچ‌کس نشنیده باشد.

## ترکیب و سبک آوازی
آهنگ «بیلی جین» در ردهٔ سبک‌های پست-دیسکو، آر اند بی، فانک و دنس پاپ قرار می‌گیرد. آهنگ با ضرب استاندارد درام و های-هت آغاز می‌شود، سپس شیکر و بیس لاین بعد از دو میزان اضافه می‌شوند. این ترکیب‌ها تا انتهای آهنگ نواخته می‌شود.
مجلهٔ رولینگ استون در مورد ترانهٔ «بیلی جین» نوشت: «بیلی جین مهم‌ترین ضبط مایکل جکسون در طول عمرش است؛ نه تنها به‌خاطر موفقیت کم‌نظیر تجاری‌اش، بلکه به‌خاطر عمق موسیقی‌ای که در آن بکار رفته. این ترانه بیش‌تر از هر ترانه‌ای تا به حال شنیده‌ایم گوش‌ربا دارد. همه چیز در این آهنگ جذاب و گیراست؛ و هر سازی در حال نواختن یک گوش‌ربای متفاوت است. شما می‌توانید در بیلی جین ۱۲ موسیقی مختلف پیدا کنید که کاملاً با هم تفاوت دارند و به همین دلیل می‌توان گفت که بیلی جین متشکل از ۱۲ ترانهٔ برتر است.»

## انتشار و میزان فروش
در ۳۰ نوامبر ۱۹۸۲ (‎۹ آذر ۱۳۶۱) آلبوم تریلر منتشر شد و با موجی از تحسین بی‌نظیر منتقدان و مردم روبه‌رو شد.
آهنگ «بیلی جین» ششمین آهنگ از ۹ ترانهٔ درون آلبوم تریلر است.
یک ماه بعد از انتشار این آلبوم، آهنگ «بیلی جین» در ۲ ژانویهٔ ۱۹۸۳ (‎۱۲ دی ۱۳۶۱) به عنوان دومین تک‌آهنگ این آلبوم منتشر شد. اولین تک‌آهنگ آلبوم، ترانهٔ «آن دختر مال من است» بود که با همراهی پل مک‌کارتنی خوانده شده بود و با موفقیت زیاد همراه شد.
تک‌آهنگ «بیلی جین» در رتبهٔ ۱ جدول ۱۰۰ آهنگ داغ بیلبورد قرار گرفت و به مدت ۷ هفته در آن جایگاه ماند. همچنین در عرض ۳ هفته به رتبهٔ ۱ جدول آهنگ‌های داغ آراندبی/هیپ-هاپ رسید و ۹ هفته در مکان نخست بود.
در جدول تک‌آهنگ‌های معاصر بزرگسالان به رتبهٔ ۹ رسید.
«بیلی جین» در جدول تک‌آهنگ‌های بریتانیا نیز به رتبهٔ ۱ رسید.
در کل، «بیلی جین» سومین تک‌آهنگ پرفروش آمریکا و نهمین تک‌آهنگ پرفروش انگلستان در سال ۱۹۸۳ بود. شمارهٔ یک شدن همزمان آهنگ «بیلی جین» و آلبوم تریلر در دو سوی اقیانوس اطلس (ایالات متحده و بریتانیا) رکوردی بود که تا امروز توسط عده‌ای انگشت‌شمار اتفاق افتاده‌است.
همچنین تک‌آهنگ «بیلی جین» در کشورهای استرالیا، کانادا، فرانسه، اسپانیا، ایتالیا، سوئیس و بلژیک نیز شماره یک شد و در اتریش، هلند، آلمان، نیوزلند، نروژ، فنلاند، آفریقای جنوبی و سوئد در بین ۵ آهنگ برتر جای گرفت.
«بیلی جین» به خاطر فروش بالایش در کشورهای مختلف، جایزه و گواهی‌نامه‌های فروش مختلفی گرفته‌است. «بیلی جین» گواهی‌نامه‌های متعددی از انجمنهای صنعت موسیقی برای فروش بالایش کسب کرد و از طرف انجمن ملی تجارت موسیقی به عنوان پرفروش‌ترین تک‌آهنگ سال ۱۹۸۴ انتخاب شد. این آهنگ در سال ۱۹۸۹ توسط انجمن صنعت ضبط آمریکا (گواهی‌نامهٔ دهندهٔ اصلی در آمریکا) برای فروش حداقل یک میلیون نسخه تا آن زمان در آمریکا، گواهی‌نامهٔ پلاتین دریافت کرد
و در سال ۲۰۰۵ به خاطر فروش دیجیتالی حداقل ۵۰۰٬۰۰۰ نسخه در آمریکا، گواهی‌نامهٔ طلا دریافت کرد. در اوت ۲۰۱۸، فروش دیجیتالی «بیلی جین» باعث شد که پنج بار گواهی‌نامهٔ پلاتین دریافت کند. فروش دیجیتالی «بیلی جین» در آمریکا تا اوت ۲۰۱۸ میلادی، ۵ میلیون نسخه بوده‌است.
در ماه مه ۲۰۱۴، ویدئویی از دانش‌آموزان یک مدرسه که در حال رقص با «بیلی جین» بودند در اینترنت وایرال شد. این اتفاق باعث شد که فروش این تک‌آهنگ بالا برود و دوباره به ۱۰۰ آهنگ داغ بیلبورد وارد شود.

## نماهنگ

### شرح داستان

صحنه‌ای از موزیک ویدئوی «بیلی جین» که در آن مایکل مایکل روی انگشتان پایش ایستاده و کاشی زیر پایش نورانی شده‌است. موزیک ویدیوی این آهنگ که داستان کوتاهی را بازگو می‌کرد، به کلیپ‌های پس از خود ساختار روایی داستان‌گو بخشید.

مایکل در موزیک ویدئوی «بیلی جین»، کت و شلواری مشکی چرمی به همراه پاپیون و پیراهنی صورتی به تن دارد و موهایش براق و خیس است. او در حال قدم زدن می‌باشد و یک پاپاراتزی هم به دنبال اوست تا بتواند از او عکسی برای مقاصد شیطانی خودش تهیه کند اما موفق به اجرای این عمل نمی‌شود و هر زمان که می‌خواهد عکسی از مایکل بگیرد، نقشه‌اش نمی‌گیرد. مایکل با حرکات رقص در پیاده‌روی منتهی به هتلی قرار می‌گیرد که شخص بیلی جین در آن جا اتاق دارد. در این مسیر با هر حرکت مایکل، زمین زیر پای او روشن می‌شود.
او می‌خواند و می‌چرخد و روی نوک پاهایش می‌ایستد. نزدیک هتل می‌شود و از پلکان هتل بالا می‌رود. با هر قدم روی پلکان، همان پله از پلکان و همچنین حروف کلمهٔ تبلیغاتی «هتل» به ترتیب روشن می‌شوند. مایکل به پشت پنجرهٔ اتاق بیلی جین می‌رسد و زیر ملحفهٔ بیلی جین مخفی و از نظر ناپدید می‌گردد. پاپاراتزی که به دنبال او آمده بود توسط پلیس به علت جاسوسی دستگیر می‌شود.

### پخش از ام‌تی‌وی
استیو بارون کارگردان موزیک‌ویدئوی «بیلی جین» بود.
موزیک‌ویدئوی «بیلی جین» از ۱۰ مارس ۱۹۸۳ در شبکهٔ اِم‌تی‌وی پخش شد.
اما قبل از ساخت موزیک ویدئوی «بیلی جین»، مایکل جکسون و تمام سیاه‌پوستان، به علت‌های تبعیض‌نژادی، برای پخش شدن کارهایش توسط شبکهٔ تازه تأسیس ام‌تی‌وی مشکل داشتند.
مایکل می‌گوید: «آن‌ها صاف و پوست کنده نظرشان را گفتند. آن‌ها موسیقی مرا پخش نمی‌کردند. این قلب مرا شکست».
سپس والتر یَت‌نیکاف، رئیس شرکت کلمبیا رکوردز که ناشر آثار مایکل بود شبکهٔ ام‌تی‌وی را تحت فشار گذاشت و آن‌ها را تهدید کرد که در صورت پخش نکردن آثار مایکل جکسون، حق پخش آثار هنرمندان دیگر را نیز به ام‌تی‌وی نمی‌دهد. او در این باره می‌گوید: «گفتم بسیار خوب؛ من هم تمام آهنگ‌ها را از ام‌تی‌وی بیرون می‌کشم. تمامی آهنگ‌ها را. فراموششان کنید. شما هیچ چیز از کلمبیا رکوردز پخش نخواهید کرد و اگر این کار را بکنم، برادران وارنر هم پیرو ما خواهند بود».
یتنیکاف در سال ۲۰۰۸ در مصاحبه‌ای با مجلهٔ اِبونی گفت:

وقتی ام‌تی‌وی تازه کارش را آغاز کرده بود، خودش را به عنوان یک ایستگاه پخش موسیقی راک معرفی کرد و وقتی آهنگ‌های «بیلی جین» و «بزن به چاک» منتشر شدند، ام‌تی‌وی نمی‌خواست پخششان کند. آن‌ها عملأ گفتند: «نه.نه.نه. ما موسیقی راک پخش می‌کنیم. این آهنگ‌ها از مایکل جکسون هستند و او یک سیاه‌پوست است».

اما لس گارلند، مؤسس شبکهٔ ام‌تی‌وی و مبتکر شبکه‌های وی‌اچ‌وان و بکس در سال ۲۰۰۶ به مجلهٔ جت گفت که این داستان یک افسانه است. او می‌گوید:

هرگز در پخش آن موزیک‌ویدئوها درنگ نکردیم. هیچ گونه دل آزردگی‌ای به وجود نیامد. من [بعد از تماشای بیلی جین] به باب پیتمن، دیگر مؤسس شبکهٔ ام‌تی‌وی، زنگ زدم تا به او بگویم: «من همین الان بهترین و عظیم‌ترین کلیپ موسیقی تمام عمرم را دیدم». و او نیز در همان روز این کلیپ را به فهرست پخش اضافه کرد. این که چگونه چنین افسانه‌ای در مورد این ماجرا ساخته شد، ما را متحیر کرده‌است.

اما یتنیکاف، رئیس کلمبیا رکوردز می‌گوید که این جریان را به خوبی به یاد دارد و ام‌تی‌وی هیچ علاقه‌ای به پخش موزیک ویدئوها نداشت.
بعد از این اتفاقات، همکاری طولانی‌مدتی بین جکسون و ام‌تی‌وی آغاز شد. از آن پس بود که هنرمندان سیاه‌پوست اعتبار پیدا کردند و ام‌تی‌وی هم نژادپرستی را کنار گذاشت.

### انتشار در آلبوم‌های ویدئویی
در آوریل ۱۹۸۴، موزیک‌ویدئوی «بیلی جین» به همراه موزیک‌ویدئوهای «بزن به چاک» و «تریلر مایکل جکسون» و پشت صحنه‌های آن‌ها، برروی نوار وی‌اچ‌اس تحت عنوان «ساخت تریلر مایکل جکسون» منتشر شد.
این موزیک‌ویدئو در آلبوم‌های ویدئویی عظیم‌ترین ویدئوهای محبوب، شماره یک‌ها، تریلر ۲۵ و ویژن منتشر شد.

## اجراهای زنده

### موتاون ۲۵ و رقص مون‌واک
مایکل جکسون در ۲۵ مارس ۱۹۸۳ (‎۵ فروردین ۱۳۶۲) آهنگ «بیلی جین» را برای اولین بار اجرا کرد. او در ویژه برنامهٔ «موتاون ۲۵: دیروز، امروز، برای همیشه» که به مناسبت ۲۵اُمین سالروز تأسیس شرکت موتاون رکوردز برگزار می‌شد و از تلویزیون ملی آمریکا پخش شد اجرا کرد.
این اجرا در حدود ۴۵ روز بعد در ۱۵ مه ۱۹۸۳ در تلویزیون ملی آمریکا پخش شد که تحسین مردم و منتقدان را در سطح بسیار وسیعی دربرداشت و به یکی از به یاد ماندنی‌ترین و مهم‌ترین لحظات در تاریخ فرهنگ مردمی مردم تبدیل شد.
برنامهٔ موتاون ۲۵ توسط سوزان دی پاز سازمان یافته بود و قرار بود تا برخی ستارگان پیشین و حال موتاون در آن اجرای زنده ارئه دهند. مایکل از سال ۱۹۷۵ از شرکت موتاون جدا شده بود اما موتاون از او درخواست کرد تا در این ویژه برنامه شرکت کند. مایکل در ابتدا این پیشنهاد را قبول نکرد و گفت نمی‌خواهد دوباره با برادرانش اجرای زنده‌ای انجام دهد، اما پس از دیداری که با بری گوردی، مؤسس شرکت موتاون داشت، به علت احترام که برای او قائل بود قبول کرد که اجرای زنده‌ای به همراه برادرانش انجام دهد به شرط آن‌که یک ترانهٔ انفرادی را هم اجرا کند. بری گوردی قبول کرد و مایکل «بیلی جین» را برای اجرای زندهٔ تک‌نفره انتخاب کرد. این حرکت مایکل بحث‌برانگیز شد زیرا ترانهٔ «بیلی جین» توسط برچست رقیب موتاون یعنی اپیک رکوردز منتشر شده بود.
پس از اجراهای لایونل ریچی، ماروین گی، و ماری ولز نوبت به اجرای جکسون فایو رسید. برادران جکسون پس از اجرای مختلط چند ترانهٔ قدیمی که توسط شرکت موتاون منتشر شده بود، مایکل را بر روی صحنه تنها گذاشتند. مایکل از برادرانش تشکر کرد. او شلواری سیاه که بر پهلوهایش خطی مشکی کشیده شده بود، یک کفش مشکی چرم، یک کت سیاه براق و یک دستکش سفید پولک‌دوزی‌شده به تن کرده بود. مایکل به محض آغاز ترانهٔ «بیلی جین» کلاه فدورای مشکی رنگی را با ژست بر سر خود گذاشت. پس از چند حرکت رقص کلاه را به گوشه‌ای پرتاب کرد و به صورت نمادین شروع به شانه کردن موهایش کرد و خواندن «بیلی جین» را آغاز کرد. در اواسط اجرا، مایکل برای اولین بار رقص «مون‌واک» را به نمایش می‌گذارد و سپس برای چند ثانیه روی نوک پاهایش می‌ایستد. به گفته بسیاری از منتقدان، رقص مایکل در برنامه زندهٔ موتاون ۲۵، وی را تبدیل به یک «نماد مردمی» کرد.
برنامه زندهٔ «موتاون ۲۵»، ۵۰ میلیون بیننده داشت و مایکل به خاطر اجرایش، نامزد دریافت جایزهٔ اِمی برای «بهترین اجرا در یک برنامهٔ تلویزیونی» شد.
پس از این اجرا، فروش آلبوم تریلر به شدت افزایش یافت. جی. رندی تارابورلی در کتاب «جادو و جنون» که در سال ۲۰۰۴ منتشر شد می‌نویسد: «فردای آن اجرا، جو خانهٔ جکسون در خیابان هیون‌هارستِ لس‌آنجلس مثل روز سال نو شده بود. هنرمندان و افراد مشهور پشت سر هم به تلفن خانه زنگ می‌زدند تا به مایکل بابت اجرایش تبریک بگویند … ویدئوی ضبط شدهٔ اجرای مایکل در موتاون ۲۵ توسط مردمی که اجرا را زنده دیده بودند در تمام کشور دست به دست می‌شد … تا آن زمان فقط یک اجرا از الویس پرسلی و یکی دیگر از بیتلز که هر دو در برنامهٔ اد سالیوان شو پخش شده بودند توانسته بودند تحسین عامهٔ مردم را با این گستردگی در پی داشته باشند …»
حتی فرد آستر، اسطورهٔ رقص آمریکا، فردای آن روز به مایکل زنگ زد و گفت که تحت تأثیر اجرای وی قرار گرفته‌است. مایکل بعدها گفت که تحسین فرد آستر برایش از هر کس دیگری مهم‌تر بود و حتی کتاب خودزندگی‌نامه‌اش به نام «مون‌واک» را به فرد آستر تقدیم کرد.
اما با این موفقیت‌های بی‌نظیر، مایکل از اجرای خود در موتاون ۲۵ راضی نبود. او گفت که رقص مون‌واک را بدانجام داد و به جای ۵ چرخش ۳ بار چرخید و زمان بسیار کمی هم بر روی نوک پاهایش ایستاد.
در سال ۲۰۰۵، خبرگزاری سی‌ان‌ان اجرای مایکل در موتاون ۲۵ را یکی از مهم‌ترین لحظات در فرهنگ مردمی مردم جهان دانست.
مجلهٔ انترتینمنت ویکلی در سال ۱۹۹۹، اجرای «بیلی جین» توسط مایکل در موتاون ۲۵ را یکی از «۱۰۰ لحظهٔ تأثیرگذار در تاریخ تلویزیون در دههٔ ۸۰» دانست. سردبیر این مجله با اشاره به پروژهٔ آپولو ۱۱ که منجر به گام نهادن نخستین انسان بر روی کره ماه شد و جملهٔ معروف نیل آرمسترانگ در زمان قدم گذاشتن بر ماه که گفت «این گامی کوچک برای یک انسان و جهشی بزرگ برای بشریت است» نوشت:
گامی کوچک برای یک مرد و جهشی بزرگ برای فرهنگ مردمی. مایکل جکسون در طی اجرای آهنگ «بیلی جین»، رقص مون‌واکش را که ناقض قوانین فیزیک بود، به نمایش گذاشت؛ و حتی متخصصین ساخت موشک را نیز مات و مبهوت خود کرد.
دان میسچر، تهیه‌کننده و کارگردان برنامه‌های شبکهٔ ملی آمریکا در مورد اجرای مایکل گفت: «ما ساعت‌ها وقتمان را در اتاق رژی به بحث دربارهٔ تک تک حرکات او گذراندیم. او یک نمایش فوق‌العاده به اجرا گذاشت».
در ژانویهٔ ۲۰۰۳، شبکهٔ وی‌اچ‌وان فهرستی ۱۰۰ تایی از «مبهوت‌کننده‌ترین لحظه‌های مربوط به موسیقی تاریخ تلویزیون» را منتشر کرد و اجرای «تاریخی» مایکل جکسون در برنامهٔ موتاون ۲۵ را در رتبهٔ دوم قرار داد.
کمتر از ۵ ماه پس از مرگ مایکل جکسون، دستکش سفید پولک‌دوزی شده‌ای که او در اجرای موتاون ۲۵ به دست داشت، در یک حراجی به قیمت ۴۲۰ هزار دلار فروخته شد و تحت عنوان «گران‌قیمت‌ترین دستکش فروخته‌شده در حراجی» در رکوردهای جهانی گینس ثبت شد.

### اجرای «بیلی جین» در تور کنسرت‌ها
مایکل جکسون تصمیم گرفت با استقبال عمومی‌ای که از آهنگ «بیلی جین» شده بود، آن را به عنوان یکی از اجراهای اصلی‌اش در برنامه‌های زنده قرار دهد. در تور پیروزی (۱۹۸۳–۱۹۸۴) که به همراه گروه جکسون فایو در آمریکا برگزار شد، این ترانه یکی از آهنگ‌های اصلی آن کنسرت‌ها بود.
مایکل جکسون پس از انتشار آلبوم‌های بَد (۱۳۸۷)، خطرناک (۱۹۹۱) و تاریخ (۱۹۹۵) و برگزاری تورهای جهانی آن آلبوم‌ها به نام‌های بَد (۱۹۸۷–۱۹۸۹)، خطرناک (۱۹۹۲–۱۹۹۳) و تاریخ (۱۹۹۶–۱۹۹۷)، همواره «بیلی جین» را به عنوان یکی از آهنگ‌های اصلی آن کنسرت‌ها اجرا می‌کرد.

### دیگر اجراهای زندهٔ برجسته
یکی از اجراهای زندهٔ مایکل جکسون که مورد تحسین منتقدان قرار گرفت در ژانویهٔ ۱۹۹۳ در بین دو نیمهٔ مسابقهٔ سوپربول ۲۷ بود. چهار آهنگ «جَم»، «بیلی جین»، «سیاه یا سفید» و «دنیا را التیام بده» در این برنامه توسط جکسون اجرا شد. سه آهنگ اول که «بیلی جین» هم جزء آن‌هاست، همگی به صورت کوتاه اجرا شدند.
در ۷ سپتامبر ۱۹۹۵، مایکل به مدت ۱۵ دقیقه در مراسم اهدای جوایز اِم‌تی‌وی، اجرای زنده انجام داد. وی در ابتدا میکسی از آهنگ‌های «تا به اندازه کافی گیرت نیومده بس نکن» و «حسی که به من می‌دهی» را اجرا می‌کند، سپس با همنوازی گیتار توسط اسلش، آهنگ «سیاه یا سفید» را اجرا می‌کند. پس از پایان آهنگ «سیاه یا سفید»، اسلش به تک‌نوازی گیتار ادامه می‌دهد و مایکل از پشت پرده‌ای که سایه‌اش بر روی آن افتاده‌است شروع به رقص با آهنگ «بیلی جین» می‌کند.
همچنین در سپتامبر ۲۰۰۱ در جشنی که به مناسبت ۳۰مین سالگرد فعالیت هنری مایکل جکسون در نیویورک، ایالات متحده برگزار شد، مایکل آهنگ «بیلی جین» را اجرا کرد.

## تبلیغات پپسی
شرکت نوشابه‌سازی پپسی، حامی مالی «تور ویکتوری» بود که در سال ۱۹۸۴ برگزار شد. بعد از اتمام این تور، مایکل و برادرانش دو برنامهٔ تبلیغاتی برای پپسی تهیه کردند. یکی از دو تبلیغ در خیابان بود، یکی دیگر در کنسرت. مایکل بر روی ترانهٔ «بیلی جین» کار کرد و متن آن را تغییر داد و آن را با نام جدید «نسل پپسی» دوباره ضبط کرد. کارگردان این دو تبلیغ، باب گیرالدی، کسی که موزیک ویدئوی «بزن به چاک» را کارگردانی کرد بود.
در تاریخ ۲۷ ژانویه ۱۹۸۴ کمپین تبلیغاتی‌ای به نام «انتخاب نسل جدید» با همراهی تقریباً ۱٬۶۰۰ تا ۳٬۰۰۰ نفر از مردم، آمادهٔ ضبط از فیلم‌های تبلیغاتی این آهنگ شد. این آگهی در آغاز جوایز گرمی ۱۹۸۴ پخش شد و در همان شب نیز مایکل برندهٔ تعداد رکوردشکن ۸ جایزهٔ گرمی شد.
هنگام ضبط تبلیغ پپسی در کنسرت، موهای مایکل آتش می‌گیرد. وی سرگرم رقصیدن با آهنگ «بیلی جین» بود که انفجارات اطرافش، جرقه‌هایی را بر روی موهایش پرتاب کرد و باعث شد موهای وی شعله‌ور گردد. اما مایکل متوجه سوختن موهایش نشد و به رقصیدن ادامه داد. او برای چند ثانیه به رقص داد طوری که تماشاچیان فکر کردند که این سوختگی نیز بخشی از فیلم تبلیغاتی می‌باشد. چند ثانیه بعد تعدادی از افراد حاضر در صحنه خود را به مایکل رساندند و آتش روی سر او را خاموش کردند. در آن زمان مایکل از اسپری‌های مخصوصی بر روی مو خود استفاده می‌کرد که ظاهری مرطوب و براق به موهایش می‌داد. وجود این ماده بر روی موهای او موجب تسریع آتش گرفتن موهای وی گردید. آتش وقتی خاموش شد که دیگر آسیب خود را رسانده بود. سپس در حالی که هنوز دستکش سفیدش را در دست داشت به بیمارستان منتقل کردند.
شرکت پپسی به عنوان خسارت مبلغ ۱٬۵ میلیون دلار به مایکل پرداخت و مایکل نیز تمام آن پول را صرف راه‌اندازی یک مرکز مداوای سوانح سوختگی کرد که به اسم خود وی نام‌گذاری شده‌است.
دو سال پس از این حادثه، تصویری از مایکل جکسون درحالی که در اتاقک اکسیژنی که برای «مرکز سوانح سوختگی» بود دراز کشیده بود، به رسانه‌ها درز کرد. رسانه‌های شایعه‌پرداز (تبلویدها)، داستانی منتشر کردند که ادعا می‌کرد جکسون برای حفظ جوانی‌اش در زیر محفظهٔ اکسیژن پر فشار می‌خوابد و تصویری از او، در حالی که زیر یک جعبهٔ شیشه‌ای دراز کشیده بود همراه با این خبر منتشر شد. با وجود اینکه این ادعا نادرست بود، مایکل خود به این داستان جعلی پر و بال داد زیرا فکر می‌کرد که برای تبلیغ فیلم جدیدش به نام کاپیتان ئی‌او خوب است. مایکل پس از واکنش منفی مردم، دست از درز دادن داستان‌های ساختگی در رسانه‌ها کشید اما شایعهٔ خوابیدن وی در اتاق اکسیژن برای بسیاری از مردم به باور تبدیل شده بود.
مایکل جکسون در مصاحبهٔ با اپرا وینفری که بعد از ۱۴ سال سکوت مایکل انجام می‌شد، داستان محفظهٔ اکسیژن را این‌گونه شرح داد:
«... من یه تبلیغ تجاری برای پپسی انجام دادم و موقع ساخت تبلیغ، بدجوری سوختم و ۱٬۵ میلیون دلار خسارت گرفتم … یه مرکز درمانی [با این پول ساختیم] به نام «مرکز سوانح سوختگی مایکل جکسون». و در آنجا از یک تکنولوژی خاص (محفظهٔ اکسیژن) برای مداوای افرادی که سوختگی دارن استفاده میشه. خوب من به این دستگاه نگاه کردم و تصمیم گرفتم به داخلش برم فقط برای اینکه ببینم که چطور کار میکنه. بعد یه نفر عکسم رو گرفت؛ و وقتی عکس رو چاپ می‌کردن، کسی که عکس رو چاپ می‌کرد، گفت: «وای این مایکل جکسونه». و از روش کپی تهیه کرد و این عکس‌ها با دروغی که بهشون ضمیمه شده بود، منتشر شدن. این کاملاً دروغه. چرا این ورق پاره‌ها رو می‌خرین؟... میدونین؛ در مورد آدم‌ها قضاوت نکنید. مگر این اینکه یکی یکی با همهٔ آن‌ها صحبت کرده باشید. اهمیت نمی‌دهم که داستان چیست. در موردشان قضاوت نکنید چون همش دروغ است.»

## نقدها، دستاوردها و تاثیرها
«خیلی سخت است که بگوییم آهنگی عظیم‌تر از بیلی جین وجود دارد؛ و من فکر می‌کنم که دیگر ترانه‌ای همانند «بیلی جین»، با این خط باس، این نوع تأثیر و با این حد کمال ساخته نخواهد شد».

فارل ویلیامز، خواننده و رپر آمریکایی
انتشار تک‌آهنگ «بیلی جین» با تحسین گستردهٔ منتقدان روبه‌رو شد و هنوز هم بعد از گذشت نزدیک به چهار دهه، به عنوان یکی از «انقلابی‌ترین و تحول‌آفرین‌ترین آثار صنعت موسیقی» از آن یاد می‌شود. تأثیرات «بیلی جین» فقط در زمینهٔ موسیقی نبود، بلکه حتی فراتر از آن به کمتر شدن نژادپرستی در صنعت موسیقی و فرهنگ مردمی آمریکا کمک کرد. متن ترانه و موضوع آن، سبک سرایش، آهنگ‌سازی، موزیک ویدئو، طراحی رقص و اجراهای زندهٔ این آهنگ همگی توسط منتقدان تحسین شده‌اند و حتی برخی آن را در زمرهٔ یکی از برترین آثار هنری مایکل جکسون در تمام دوران کاری‌اش می‌دانند.
انتشار آهنگ «بیلی جین»، موزیک‌ویدئواش و اجراهای زنده‌ای که جکسون در سال‌های بعد انجام داد، نقش زیادی در تبدیل وی به عنوان یک «نماد اسطوره‌ای در فرهنگ مردمی» و تبدیل شدن آلبوم تریلر به پرفروش‌ترین آلبوم موسیقی تاریخ جهان داشت.
روزنامه گاردین در یادداشتی در سال ۲۰۰۷ تحت عنوان «چگونه شد که بیلی جین دنیا را تغییر داد» نوشت که مایکل جکسون در دههٔ ۸۰ میلادی در حدود ۷ سال «درخشان‌ترین، پرقدرت‌ترین و تاثیرگذارترین» هنرمند در صنعت موسیقی بود و هیچ‌کس حتی نمی‌توانست به وی نزدیک باشد. این روزنامه می‌نویسد که شهرت مایکل در این مدت به حدی زیاد بود که اگر نصف شهرتش را می‌گرفتند، باز هم ۸ برابر معروف‌تر از شخص دوم لیست مشهورترین‌ها می‌شد. روزنامهٔ گاردین می‌نویسد که شروع این شهرت و تأثیرگذاری، با انتشار تک‌آهنگ موفق «بیلی جین» در سال ۱۹۸۳ بود.

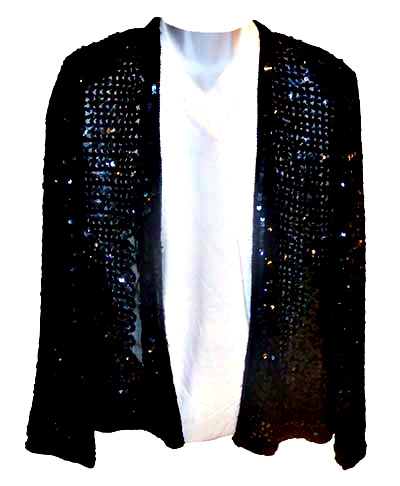
کُتی که جکسون در سال ۱۹۸۴ در زمان برگزاری تور ویکتوری در هنگام اجرای ترانهٔ «بیلی جین» به تن می‌کرد.

با گذشت حدود ۴ دهه از انتشار «بیلی جین»، هنوز به‌طور متوسط بیش از «۲۵۰ هزار بار در هفته» در کلاب‌ها و دیسکوهای جهان پخش می‌شود و در بسیاری از رادیوهای جهان به صورت هفتگی پخش می‌شود و توسط خوانندگان و اجراکنندگان بسیاری همانند جاستین تیمبرلیک، آشر، نی-یو و کریس براون دوباره‌خوانی و اجرا می‌شود.
رسانه‌ها و مجله‌های مختلف، «بیلی جین» را مکرراً در زمرهٔ «برترین آهنگ‌های تاریخ» فهرست می‌کنند. مجلهٔ بیلبورد در پایان دههٔ ۸۰ میلادی در یک رأی‌گیری که انجام شد، آهنگ «بیلی جین» را «[برترین] تک‌آهنگ دههٔ ۸۰ یک سیاه‌پوست» نامید.
در سال ۲۰۰۸ از طرف شنوندگان رادیو بی‌بی‌سی ۲ به عنوان «بهترین آهنگ دنس جهان در تمام دوران‌ها» انتخاب شد.
در فهرستی که در سال ۲۰۰۰ مشترکاً توسط مجلهٔ رولینگ استون و شبکهٔ ام‌تی‌وی منتشر شد، در رتبهٔ پنج «عظیم‌ترین تک‌آهنگ‌های جهان از سال ۱۹۶۳» قرار گرفت. ترانه‌های دیگر مایکل به نام «می‌خواهم برگردی» و «بزن به چاک» در همین فهرست به ترتیب در رتبه‌های ۹ و ۲۲ قرار گرفتند.
در ژانویهٔ ۱۹۹۷، تالار مشاهیر راک اند رول، «بیلی جین» و «بزن به چاک» را جزء ۵۰۰ آهنگ تاریخ دانست که سبک راک اند رول را شکل داده‌اند.
در سال ۲۰۰۵ در یک نظرسنجی که توسط شرکت سونی اریکسون انجام شد و ۷۰۰ هزار نفر از ۶۰ کشور در آن شرکت کردند، «بیلی جین» به عنوان «سومین آهنگ مورد علاقهٔ مردم جهان» انتخاب شد. در همین نظرسنجی، مردم انگلستان آهنگ «بیلی جین» را به عنوان محبوب‌ترین آهنگ انتخاب کردند در حالی که از ۹ ترانهٔ بعدی لیست، ۴ ترانه از مایکل جکسون بود. همچنین در یک نظرسنجی دیگر که توسط کانال فور انگلستان و HMV ترتیب داده شد و بیش از ۶۰۰٬۰۰۰ نفر رأی دادند، به عنوان ۱۶اُمین ترانه در فهرست «موسیقی هزاره» انتخاب شد.
در ژوئن ۲۰۰۳، شبکهٔ وی‌اچ‌وان فهرستی ۱۰۰ تایی از بهترین آهنگ‌های ۲۵ سال اخیر منتشر کرد که «بیلی جین» و «بزن به چاک» به ترتیب در رتبهٔ ۲ و ۴۰ قرار گرفتند.
مجلهٔ تایم که از سال ۱۹۲۳ منتشر می‌شود، در سال ۲۰۱۱ آهنگ «بیلی جین» را یکی از «۱۰۰ آهنگ برتر تاریخ» نامید. ترتیب قرارگیری این ۱۰۰ آهنگ رتبه‌بندی نشده و فقط بر اساس دههٔ انتشارشان دسته‌بندی شدند. سه عنصر زیبایی، قدرت و نوآوری در این تصمیم‌گیری دخالت داشتند. تک‌آهنگ دیگری به نام «می‌خواهم برگردی» از گروه جکسون فایو که در سال ۱۹۶۹ منتشر شد نیز در این فهرست قرار گرفت.
مجلهٔ تایم در یادداشتی در تمجید از «بیلی جین» نوشت:
«کوئینسی جونز که همراه با مایکل آلبوم تریلر را تهیه می‌کرد بر این باور بود که «بیلی جین» آهنگ ضعیفی است و آلبوم را خراب خواهد کرد. خوشبختانه مایکل به حرف کوئینسی گوش نداد و تریلر نیز پرفروش‌ترین آلبوم دوران شد. ویدیو کلیپ خلاقانهٔ «بیلی جین» توسط استیو بارون کارگردانی شد و دود از سر هر بیننده‌ای بلند می‌کرد. این ویدیو به همراه دو تای دیگر: «بزن به چاک» و «تریلر»، محدودیت رنگ و نژاد را از ام‌تی‌وی زدود و ثابت کرد که یک کلیپ موسیقی می‌تواند یک اثر سینمایی باشد. در ویدیوی بیلی جین ۲ دقیقه زمان است تا مایکل جکسون رقصی که برای آن شناخته شده بود را آغاز کند. زمین زیر پای او نورافشانی می‌کند. پس از آن مایکل جکسون دیگر فقط نسل برخاسته از فرد آستر نبود. او حالا ماهیت زیبا و بد (اشاره به آلبوم بعدی مایکل) خودش را رو کرده بود.»
همچنین در فهرست ۵۰۰ ترانه برتر تمام اعصار رولینگ استون که در سال ۲۰۰۴ منتشر شد، جایگاه ۵۸ را کسب کرد.
در نظرسنجی یک برنامهٔ تلویزیونی که از شبکهٔ آی‌تی‌وی در سال ۲۰۱۲ در بریتانیا پخش شد، براساس رأی مستقیم مردم، «بیلی جین» به عنوان دومین آهنگ مورد علاقهٔ مردم انگلستان در دههٔ ۸۰ میلادی انتخاب شد.
در سال ۲۰۰۶، وقتی آلبوم گردآوری‌شدهٔ مایکل جکسون با نام رؤیایی که شامل تک‌آهنگ‌های برتر وی تا آن زمان بود منتشر شد، «بیلی جین» به عنوان تک‌آهنگ از این آلبوم مجدداً منتشر شد و به رتبهٔ ۱۱ جدول تک‌آهنگ‌های انگلستان دست یافت و توانست برای ۴۰ هفته جزء ۲۰۰ ترانهٔ برتر آن جدول باشد و باعث شد با اختلاف بسیار زیاد، به موفق‌ترین تک‌آهنگ دوباره منتشرشدهٔ تاریخ تأسیس این جدول تبدیل شود.
از آهنگ «بیلی جین» در آثار مختلفی استفاده شده‌است. برای نمونه در بازی کامپیوتری اتومبیل‌دزدی بزرگ: وایس سیتی به عنوان اولین ترانه از رادیوهای شهر وایس سیتی پخش می‌شود. همچنین در فیلم فرشتگان چارلی محصول سال ۲۰۰۰ نیز استفاده شده‌است. قسمت آغازین آهنگ «بیلی جین» در شروع برنامهٔ تلویزیونی دورهمی با اجرای مهران مدیری نیز پخش می‌شود.
موزیک‌ویدئوی «بیلی جین» در ۲ مارس ۱۹۸۳ (‎۱۱ اسفند ۱۳۶۱) منتشر شد و اولین ویدئو کلیپ تاریخ موسیقی بود که در آن، برای اولین بار، به جای نمایش مجموعه‌ای از تصاویر و عکس‌ها، داستانی همانند فیلم‌های سینمایی نمایش داده می‌شد.
پرویز جاهد، منتقد هنری بی‌بی‌سی می‌گوید: «انتشار بیلی جین از آلبوم تریلر در قالب تک‌آهنگ در سال ۱۹۸۳ همراه با موزیک ویدیوی آن همچون زلزله‌ای در عالم موسیقی بود. موزیک ویدیوی آن که داستان کوتاهی را بازمی‌گفت به کلیپ‌های پس از خود ساختار روایی داستان‌گو بخشید.»
با موزیک‌ویدئوی «بیلی جین» مایکل خودش را به عنوان خواننده–رقصنده ای با حرکات نرم، راه رفتن لطیف، چرخش‌ها و حالت‌هایی که با کت و شلوار سیاه رنگش در محله ای خالی از سکنه اجرا می‌شد، به همه جهان شناساند.
«بیلی جین» اولین موزیک‌ویدئوی یک شخص سیاه‌پوست بود که از شبکهٔ ام‌تی‌وی که ۲ سال از تأسیس آن می‌گذشت، پخش شد.
پخش دوره‌ای این موزیک‌ویدئو در ام‌تی‌وی نه تنها این شبکهٔ تازه تأسیس و ناآشنا را به شهرت رساند، بلکه راه را برای پخش آثار هنرمندان رنگین‌پوست، در شبکه‌های موسیقی دیگر هموار کرد.
تا به امروز، موزیک‌ویدئوی «بیلی جین» یکی از پرپخش‌ترین ویدئوهای ام‌تی‌وی است.
این ویدئو در سال ۱۹۹۲ به تالار مشاهیر تولیدکنندگان موزیک‌ویدئو نیز اضافه شد.
مدل لباس مایکل در «بیلی جین»، مورد تقلید تعداد زیادی از مردم آن زمان قرار گرفت؛ از بچه‌های مدرسه‌ای تا دانشجویان دانشگاه‌ها. تقلید سبک لباس مایکل توسط دانش آموزانِ یک مدرسه در ایالت نیوجرسی باعث شد که مدیران استفاده از آن را منع کنند. در پاسخ به این اقدام، دانش آموزان نیز رسماً اعتراض کردند.
رقص مون‌واک که برای اولین بار توسط مایکل در موتاون ۲۵ اجرا شد، وی را به یک پدیدهٔ ملی تبدیل کرد. مایکل جکسون در انجام رقص سبک ربات و فریز شدن بسیار مهارت داشت و توانسته بود آن‌ها را با رقص مون‌واک ترکیب کند. پس از آن اجرا همه جا بچه‌ها مشغول تقلید حرکت او بودند و این همان لحظه به‌خصوص در تاریخ رقص بود چرا که مایکل جکسون، «مون واک» را با «بِرِک دنس» ترکیب کرد و شکاف میان این دو شیوه را از میان برداشت. مایکل حتی قبل از رقص مون‌واک نحوهٔ تعامل مردم آمریکا با رقص را با کمک شبکهٔ ام‌تی‌وی تغییر داده بود، پیش از آهنگ «تریلر»، ویدئوهایی که خوانندگان در حین خواندن برقصند کمیاب بود.
در یک نظرسنجی که توسط شرکت ارتباطات ۳ در سال ۲۰۰۵ انجام شد و تعدادی از خوانندگان، کارگردانان، ناشران و روزنامه‌نگاران به عنوان داور در آن شرکت کردند، موزیک ویدئوی «بیلی جین» رتبهٔ پنجم را در فهرست «۲۰ موزیک‌ویدئوی برتر تاریخ» به دست آورد.
همچنین در نظرسنجی‌ای که مشترکاً توسط شبکهٔ ام‌تی‌وی آمریکا و تی‌وی گاید انجام شد، رتبهٔ ۳۵ را در فهرست «موزیک‌ویدئوهای هزاره» به‌دست‌آورد؛ در حالی که موزیک‌ویدئوی آهنگ‌های «تریلر» و «بزن به چاک» به ترتیب در رتبهٔ ۱ و ۱۲ قرار گرفتند. در سال ۲۰۰۱ در فهرست دیگری که شبکهٔ وی‌اچ‌وان تحت عنوان «عظیم‌ترین موزیک‌ویدئوهای تاریخ» منتشر کرد، موزیک‌ویدئوی این آهنگ در رتبهٔ ۳۴ قرار گرفت؛ در حالی که موزیک‌ویدئوهای «تریلر»، «جیغ» ، «بزن به چاک» و «سیاه یا سفید» به ترتیب در رتبه‌های ۱، ۹، ۲۱ و ۳۸ قرار گرفتند.
روزنامه گاردین در سال ۲۰۰۷ در یادداشتی نوشت: «در زمانی که بیشتر موزیک‌ویدئوها ساده و احمقانه بودند، جکسون ویدئویی ساخت: هوشمند، اصیل، غنی و رازآمیز.»

## جایزه‌ها
«بیلی جین» توانست جایزه‌ها و دستاوردهای قابل توجهی را به‌دست بیاورد. در زیر، فهرست کاملی از تعداد جایزه‌های برنده شده توسط ترانهٔ «بیلی جین» آورده شده‌است. در فوریهٔ ۱۹۸۴، برای آلبوم تریلر نامزد تعداد رکورد شکن ۱۲ جایزهٔ گرمی شد و توانست تعداد ۸ جایزهٔ گرمی را برنده شود؛ و رکورد بیشترین جایزهٔ برندهٔ شده توسط یک هنرمند در تاریخ جوایز گرمی را به نام خود ثبت کند. ۲ جایزهٔ گرمی آن شب، متعلق به آهنگ «بیلی جین» بود. جدول‌های زیر تعداد نامزدی‌ها آورده نشده‌است.
جایزه گرمی
در بیست‌وششمین مراسم جایزه گرمی که در ۲۸ فوریه ۱۹۸۴ برگزار شد، ترانهٔ «بیلی جین» برندهٔ ۲ جایزه شد.
| سال  | نامزدی / اثر | جایزه                                 | نتیجه |
| ---- | ------------ | ------------------------------------- | ----- |
| ۱۹۸۴ | «بیلی جین»   | بهترین ترانهٔ آراندبی                  | پیروز |
| ۱۹۸۴ | «بیلی جین»   | بهترین اجرای آوازی مرد در سبک آراندبی | پیروز |

جایزه موسیقی آمریکا
| سال  | نامزدی / اثر | جایزه                      | نتیجه |
| ---- | ------------ | -------------------------- | ----- |
| ۱۹۸۴ | «بیلی جین»   | تک‌آهنگ برگزیدهٔ سبک پاپ/راک | پیروز |

جایزه موسیقی بیلبورد
| سال  | نامزدی / اثر | جایزه                               | نتیجه |
| ---- | ------------ | ----------------------------------- | ----- |
| ۱۹۸۳ | «بیلی جین»   | آهنگ برگزیدهٔ دنس/دیسکو ال‌پی         | پیروز |
| ۱۹۹۰ | «بیلی جین»   | بهترین تک‌آهنگ یک سیاه‌پوست در دههٔ ۸۰ | پیروز |

جایزه طلای سیاهان
| سال  | نامزدی / اثر | جایزه             | نتیجه |
| ---- | ------------ | ----------------- | ----- |
| ۱۹۸۳ | «بیلی جین»   | بهترین تک‌آهنگ سال | پیروز |

جایزه کش باکس
| سال  | نامزدی / اثر | جایزه              | نتیجه |
| ---- | ------------ | ------------------ | ----- |
| ۱۹۸۳ | «بیلی جین»   | تک‌آهنگ برتر پاپ    | پیروز |
| ۱۹۸۳ | «بیلی جین»   | تک‌آهنگ برتر سیاهان | پیروز |

جایزه موسیقی سیاهان کانادا
| سال  | نامزدی / اثر | جایزه                 | نتیجه |
| ---- | ------------ | --------------------- | ----- |
| ۱۹۸۴ | «بیلی جین»   | تک‌آهنگ برتر بین‌المللی | پیروز |

جایزهٔ اِن‌آی‌آراِم
| سال  | نامزدی / اثر | جایزه             | نتیجه |
| ---- | ------------ | ----------------- | ----- |
| ۱۹۸۴ | «بیلی جین»   | پرفروش‌ترین تک‌آهنگ | پیروز |

## عوامل
- مایکل جکسون: خواننده اصلی و پس‌زمینه، دستیار تهیه‌کننده، ترانه‌سرا، آهنگ‌ساز، تنظیم‌کننده، سینث‌سایزر، نوازندهٔ یاماها سی‌اس-۸۰ و ریتم‌ساز.[پع]
- کوئینسی جونز: تهیه‌کننده[پغ]
- بروس سویدن: مهندسی صدا و میکس[پف]
- لئون چنسلر: درام[پق]
- گرگ فیلینگنز: سینث‌سایزر و فندر رودز[پک]
- گرگ اسمیت: سینث‌سایزر[پگ]
- بیل والدر: تنظیم‌کننده، سینث‌سایزر[پل]
- دیوید ویلیامز: گیتار[پم]
- لوئیس جانسون: باس[پن]
- ان دوگو چنکلر: درام[پو]
- مایکل بادیکر: شبیه‌ساز[په]
- جری هی: تنظیم‌کنندهٔ استرینگ[پی]
- جرمی لوبوک: رهبری استرینگ[تا]
- تام اسکات: لریکون[تب]
  - منبع: George 2004‏:‎۸

## ریمیکس‌های شاخص

### بیلی‌جین ۲۰۰۸
در سال ۲۰۰۸ میلادی، به مناسبت گذشت ۲۵ سال از انتشار آلبوم تریلر، آلبومی با نام تریلر ۲۵ منتشر شد. در این آلبوم، نسخه‌ای از آهنگ «بیلی جین» گنجانده شده بود که توسط کانیه وست، تهیه‌کننده و رپر، میکس شده بود. نام این میکس جدید، «بیلی جین ۲۰۰۸» بود. «بیلی جین ۲۰۰۸» نقدهای در هم و متفاوتی دریافت کرد. بیشتر منتقدان احساس می‌کردند که غیرممکن است که هیچ میکسی بتواند به پای نسخهٔ اصلی «بیلی جین» برسد.
مایک جوزف از مجلهٔ پاپ‌مترز اظهار کرد که به جز ریمیکس «خسته‌کنندهٔ کانیه وست»، آهنگ‌هایی که در آلبوم تریلر ۲۵ منتشر شد «دلپذیر» بود. او اضافه کرد: «به شما این افتخار داده شده بود که ریمکس نمادین‌ترین تک‌آهنگ از یکی از نمادین‌ترین آلبوم‌های تاریخ را انجام دهی؛ و تنها کاری که انجام می‌دهی این است که فقط یک درام بر روی آن اضافه می‌کنی؟»
راب شیفلد از مجلهٔ رولینگ استون حذف کردن خط بیس اصلی از «بیلی جین ۲۰۰۸» را دوست نداشت و این گونه مثال زد: «مثل این می‌ماند که بدون دادن چوب هاکی به بابی ار، او را به زمین یخی ببری [تا مسابقه دهد].»
اما با وجود نقدهای منفی به «بیلی جین ۲۰۰۸»، وبگاه آی‌جی‌ان، ریمیکس کانیه وست را ستایش کرد و آن را «آهنگی بزرگ و زیبا» معرفی کرد.

### دیگر ریمیکس‌ها
در سال ۱۹۸۳، گروه ایتالیایی کِلاب هاوس، یک مش‌آپ از دو ترانهٔ «بیلی جین» و «دوباره انجامش بده» (اثر استیلی دن) ساختند که توانست در کشورهای بلژیک، ایرلند و هلند جزء ۱۰ آهنگ برتر شود.
در اواخر همان سال، گروه آمریکایی اِسلینگ‌شات یک ریمیکس از این مش‌آپ تهیه کردند که توانست در جدول دنس/دیسکو بیلبورد آمریکا به رتبهٔ یک برسد.
در سال ۱۹۹۷، یک دی‌جی به نام لینکس یک مش‌آپ از «بیلی جین» ساخت که توانست در سوئد به رتبهٔ ۳۴ جدول برترین‌های موسیقی برسد.
گروه اسکاتلندی به نام تایگِراِستایل، ریمیکسی به نام «Nachna Onda Nei» ساختند که از موسیقی‌متن آهنگ‌های «بیلی جین» و «یخ‌یخ عزیزم» (اثر وانیلا آیس) به همراه آوازخوانی خوانندهٔ هندی به نام کاکا بانیاوالا استفاده شده بود.
در سال ۲۰۱۱ گروه رقص سیگ‌نِچِر از ریمیکس «Nachna Onda Nei» در اجرای خودشان در برنامهٔ استعدادیابی بریتانیا استفاده کردند که با تحسین مردم و داوران مواجه شدند.

## دوباره‌خوانی‌های شاخص
آهنگ «بیلی جین» توسط بسیاری از هنرمندان دیگر دوباره‌خوانی شده‌است. در زیر فهرستی از دوباره‌خوانی‌های شاخص آورده شده‌است:
در ۱۹۹۵، گروه آلمانی بیتس آهنگ «بیلی جین» را دوباره‌خوانی کردند و در آلبوم لذت به‌علاوه درد منتشر کردند. موزیک‌ویدئویی هم ساخته شد که از فیلم روانی اثر آلفرد هیچکاک الهام گرفته بود. این بازخوانی توانست در استرالیا، اتریش، آلمان، سوئیس و بریتانیا به ترتیب به رتبه‌های ۴۸، ۴۰، ۲۱، ۱۰ و ۶۷ برسد.
لن براون، خوانندهٔ بریتانیایی در سال ۲۰۰۰ توانست با بازخوانی آهنگ «بیلی جین»، به رتبهٔ ۵ جدول تک‌آهنگ‌های بریتانیا برسد.
گروه موسیقی کانادایی به نام ساوند بلانتز در سال ۲۰۰۳ توانست با بازخوانی «بیلی جین» به رتبهٔ ۱۷ جدول تک‌آهنگ‌های استرالیا، ۱۷ در بلژیک، ۱۴ در فنلاند و ۵۳ در هلند برسد.
این تک‌آهنگ توانست در کشورهای استرالیا، بلژیک، فنلاند، آلمان، هلند، سوئیس و بریتانیا به ترتیب به رتبه‌های ۱۷، ۱۷، ۱۴، ۷۴، ۵۳، ۹۳ و ۳۲ برسد.
کریس کرنل در سال ۲۰۰۷ «بیلی جین» را بازخوانی کرد و در آلبوم خودش به نام ادامه بده منتشر کرد. کرنل قبل از بازخوانی این آهنگ در سال ۲۰۰۷، آن را در کنسرتش در استکهلم، سوئد در سپتامبر ۲۰۰۶ به صورت زنده اجرا کرده بود.
این نسخهٔ بازخوانی شده توسط کریس کرنل توانست تحسین منتقدان را برانگیزد، طوری که شبکهٔ ام‌تی‌وی و روزنامهٔ لس آنجلس تایمز یادداشتی در تحسین این بازخوانی نوشتند.
در سال ۲۰۰۸، دیوید کوک، برندهٔ فصل هفتم برنامهٔ استعدادیابی امریکن آیدل نسخهٔ بازخوانی شدهٔ کریس کرنل از «بیلی جین» را به صورت زنده در همان فصل اجرا کرد. پس از آن، نسخهٔ بازخوانی شدهٔ «بیلی جین» به رتبهٔ ۴۷ جدول ۱۰۰ آهنگ داغ بیلبورد رسید.
در سال ۲۰۱۱، پاتریک استامپ از گروه موسیقی آمریکایی فال اوت بوی، آهنگ «بیلی جین» را به صورت آکاپلا بازخوانی کرد.
در سال ۲۰۱۵، موسیقی‌دان اهل ایرلند، ادن، یک ریمیکس از «بیلی جین» منتشر کرد.
در سال ۲۰۱۹، گروه راک ویزر آهنگ «بیلی جین» را برای آلبومشان بازخوانی کردند.

## بازترکیب‌های رسمی
1. نسخهٔ آلبوم[ثپ] - ۴:۵۴
2. نسخهٔ صفحهٔ گرامافون ۱۲ اینچ[ثت] –۶:۲۳
3. نسخهٔ بی‌کلام[ثث] - ۶:۲۳
4. نسخهٔ کمپانی نوشابه‌سازی پپسی[ثج] - ۱:۰۰
5. میکس کلاب فور آن د فلور - ۶:۲۸
6. میکس رادیوی فور آن د فلور[ثچ] - ۴:۴۰
7. میکس زیرزمین - ۶:۴۰
8. نسخهٔ اصلی دمو[ثح]

- منبع: Halstead 2007‏:‎۳۸–۴۱

## رتبه در جدول‌های موسیقی

### جداول هفتگی
| جدول (۱۹۸۳)                                | بالاترین رتبه |
| ------------------------------------------ | ------------- |
| استرالیا (Kent Music Report)               | ۱             |
| اتریش (او۳ تاپ ۴۰ اتریش)                   | ۲             |
| بلژیک (اولتراتاپ ۵۰ فلاندرز)               | ۱             |
| اروپا (Eurochart Hot 100)                  | ۱             |
| فنلاند (جدول‌های رسمی فنلاند)               | ۳             |
| فرانسه (IFOP)                              | ۱             |
| ایتالیا (فدراسیون صنعت موسیقی ایتالیا)     | ۱             |
| نیوزیلند (ریکوردد میوزیک ان‌زد)             | ۲             |
| نروژ (وی‌جی-لیستا)                          | ۵             |
| آفریقای جنوبی (Springbok Radio)            | ۲             |
| اسپانیا (سازنده‌های موسیقی اسپانیا)         | ۱             |
| سوئد (فهرست برترین‌های سوئد)                | ۲             |
| سوئیس (شوایزر هیت‌پاراد)                    | ۱             |
| تک‌آهنگ‌های بریتانیا (اوسی‌سی)                | ۱             |
| بیلبورد آمریکا (Adult Contemporary)        | ۹             |
| ۱۰۰ اثر برتر بیلبورد آمریکا                | ۱             |
| آهنگ‌های داغ آراندبی/هیپ-هاپ بیلبورد آمریکا | ۱             |
| آمریکا (Cashbox)                           | ۱             |
| زیمبابوه                                   | ۳             |

| جدول (۲۰۰۶)                 | بالاترین رتبه |
| --------------------------- | ------------- |
| فرانسه (اس‌ان‌ئی‌پی)           | ۴۵            |
| ایتالیا (فیمی)              | ۷             |
| اسپانیا (پروموزیک)          | ۱             |
| تک‌آهنگ‌های بریتانیا (اوسی‌سی) | ۱۱            |

| جدول (۲۰۰۸)             | بالاترین رتبه |
| ----------------------- | ------------- |
| نروژ (وی‌جی-لیستا)       | ۱۷            |
| سوئیس (شوایزر هیت‌پاراد) | ۹۵            |

| جدول (۲۰۰۹)                        | بالاترین رتبه |
| ---------------------------------- | ------------- |
| استرالیا (ای‌آرآی‌ای)                | ۷             |
| اتریش (او۳ تاپ ۴۰ اتریش)           | ۱۳            |
| بلژیک (اولتراتاپ فلاندرز)          | ۱             |
| کانادا (جدول بیلبورد)              | ۶             |
| دانمارک (ترک‌لیسن)                  | ۸             |
| اروپا (Eurochart Hot 100)          | ۹             |
| فنلاند (جدول‌های رسمی فنلاند)       | ۱۱            |
| ایتالیا (فیمی)                     | ۳             |
| نیوزیلند (ریکوردد میوزیک ان‌زد)     | ۱۵            |
| نروژ (وی‌جی-لیستا)                  | ۵             |
| اسپانیا (پروموزیک)                 | ۴             |
| سوئد (فهرست برترین‌های سوئد)        | ۳             |
| سوئیس (شوایزر هیت‌پاراد)            | ۲             |
| ترکیه (Türkiye Top 20)             | ۹             |
| تک‌آهنگ‌های بریتانیا (اوسی‌سی)        | ۱۰            |
| بیلبورد آمریکا (Hot Digital Songs) | ۴             |

| جدول (۲۰۱۰)                 | بالاترین رتبه |
| --------------------------- | ------------- |
| اسپانیا (پروموزیک)          | ۴۱            |
| سوئد (فهرست برترین‌های سوئد) | ۵۲            |
| سوئیس (شوایزر هیت‌پاراد)     | ۵۸            |

| جدول (۲۰۱۲)       | بالاترین رتبه |
| ----------------- | ------------- |
| فرانسه (اس‌ان‌ئی‌پی) | ۱۳۲           |

| جدول (۲۰۱۳)       | بالاترین رتبه |
| ----------------- | ------------- |
| فرانسه (اس‌ان‌ئی‌پی) | ۱۶۶           |

| جدول (۲۰۱۴)                                         | بالاترین رتبه |
| --------------------------------------------------- | ------------- |
| فرانسه (اس‌ان‌ئی‌پی)                                   | ۱۶۱           |
| بیلبورد هات ۱۰۰ ایالات متحده                        | ۱۴            |
| ترانه‌های داغ آراندبی/هیپ-هاپ ایالات متحده (بیلبورد) | ۶             |

| جدول (۲۰۲۰) | بالاترین رتبه |
| ----------- | ------------- |

| جدول (۱۹۸۳)                                | رتبه |
| ------------------------------------------ | ---- |
| استرالیا (Kent Music Report)               | ۴    |
| اتریش (او۳ تاپ ۴۰ اتریش)                   | ۹    |
| بلژیک (اولتراتاپ فلاندرز)                  | ۴    |
| برترین تک آهنگ‌های کانادا (RPM)             | ۹    |
| فرانسه (IFOP])                             | ۶    |
| آلمان (جدول کنترل رسانه)                   | ۱۱   |
| ایتالیا (فدراسیون صنعت موسیقی ایتالیا)     | ۸    |
| هلند (۴۰ آهنگ برتر هلند)                   | ۱۲   |
| هلند (Single Top 100)                      | ۱۳   |
| نیوزیلند (انجمن صنعت ضبط نیوزیلند)         | ۹    |
| آفریقای جنوبی (Springbok Radio)            | ۱۵   |
| سوئیس(جدول موسیقی سوئیس)                   | ۷    |
| ۱۰۰ آهنگ داغ بیلبورد آمریکا                | ۲    |
| آهنگ‌های داغ آراندبی/هیپ-هاپ بیلبورد آمریکا | ۲    |
| آمریکا (Cashbox)                           | ۳    |

| جدول (۲۰۰۹)                            | رتبه |
| -------------------------------------- | ---- |
| ایتالیا (فدراسیون صنعت موسیقی ایتالیا) | ۵۲   |
| هلند (۴۰ آهنگ برتر هلند)               | ۸۵   |
| هلند (Single Top 100)                  | ۵۶   |
| سوئد (Sverigetopplistan)               | ۳۹   |
| سوئیس (جدول موسیقی سوئیس)              | ۶۲   |

| چارت                        | رتبه |
| --------------------------- | ---- |
| ۱۰۰ آهنگ داغ بیلبورد آمریکا | ۸۳   |

## گواهی‌نامه‌ها
| منطقه                                                              | گواهی     | واحد گواهی‌شده/فروش |
| ------------------------------------------------------------------ | --------- | ------------------ |
| استرالیا (آی‌اف‌پی‌آی استرالیا)                                       | پلاتین    | ۷۰٬۰۰۰^            |
| کانادا (میوزیک کانادا)                                             | ۲× پلاتین | ۲۰۰٬۰۰۰^           |
| دانمارک (آی‌اف‌پی‌آی)                                                 | پلاتین    | ۹۰٬۰۰۰^            |
| فرانسه (اس‌ان‌ئی‌پی)                                                  | پلاتین    | ۱٬۱۶۳٬۱۰۰          |
| ایتالیا (اف‌آی‌ام‌آی)                                                 | پلاتین    | ۵۰٬۰۰۰             |
| مکزیک (امپروفون)                                                   | پلاتین    | ۶۰٬۰۰۰*            |
| نیوزیلند (آرآی‌ای‌ان‌زد)                                              | طلا       | ۱۰٬۰۰۰*            |
| اسپانیا (سازنده‌های موسیقی)                                         | طلا       | ۲۵٬۰۰۰*            |
| بریتانیا (بی‌پی‌آی)                                                  | پلاتین    | ۱٬۴۴۰٬۰۰۰          |
| آمریکا (RIAA) (دیجیتال)                                            | ۵× پلاتین | ۵٬۰۰۰٬۰۰۰          |
| آمریکا (RIAA) (مسترتون)                                            | طلا       | ۵۰۰٬۰۰۰^           |
| آمریکا (RIAA) (فیزیکی)                                             | پلاتین    | ۱٬۰۰۰٬۰۰۰^         |
| * رقم فروش تنها بر پایهٔ گواهی‌ها. ^ رقم توزیع تنها بر پایهٔ گواهی‌ها. |           |                    |

## واژه‌نامهٔ انگلیسی
1. ↑  Jackson 5
2. ↑  Youngest Vocalist to Top the US Singles Chart (aged 11, fronting The Jackson Five)
3. ↑  Off The Wall
4. ↑  Thriller
5. ↑  The Girl Is Mine
6. ↑  Billie Jean King
7. ↑  Moonwalk
8. ↑  J. Randy Taraborrelli
9. ↑  Magic and Madness
10. ↑  Quincy Jones
11. ↑  Demo
12. ↑  Not My Lover
13. ↑  Bruce Swedien
14. ↑  Drums
15. ↑  Billboard Hot 100
16. ↑  Hot R&B/Hip-Hop Songs
17. ↑  Adult Contemporary (chart)
18. ↑  UK Singles Chart
19. ↑  Music recording certification
20. ↑  NRRM
21. ↑  RIAA
22. ↑  platinum
23. ↑  Gold
24. ↑  5x Platinum
25. ↑  Steve Barron
26. ↑  MTV
27. ↑  Walter Yetnikoff
28. ↑  CBS
29. ↑  Ebony
30. ↑  Beat It
31. ↑  VH1
32. ↑  Jet
33. ↑  VHS
34. ↑  Making Michael Jackson's Thriller
35. ↑  Video Greatest Hits – HIStory
36. ↑  Number Ones
37. ↑  Thriller 25
38. ↑  Michael Jackson's Vision
39. ↑  Motown 25: Yesterday, Today, Forever
40. ↑  Motown Records
41. ↑  Suzanne de Passe
42. ↑  Berry Gordy
43. ↑  Epic Records
44. ↑  Moonwalk
45. ↑  Pop Icon
46. ↑  Emmy Awards
47. ↑  Best Individual Performance on a Variety or Music Program
48. ↑  hayvenhurst, Los Angeles
49. ↑  The Ed Sullivan Show
50. ↑  CNN
51. ↑  Entertainment Weekly
52. ↑  The 100 Greatest Moments In Television/1980s
53. ↑  Apollo 11
54. ↑  Don Mischer
55. ↑  NBC
56. ↑  VH-1
57. ↑  Most expensive glove sold at auction
58. ↑  Victory Tour
59. ↑  Bad
60. ↑  Dangerous
61. ↑  HIStory
62. ↑  Bad World Tour
63. ↑  Dangerous World Tour
64. ↑  HIStory World Tour
65. ↑  MTV Video Music Award
66. ↑  Victory Tour
67. ↑  Pepsi Generation
68. ↑  Bob Giraldi
69. ↑  The Choice of a New Generation
70. ↑  Tabloids
71. ↑  Captain EO
72. ↑  Oprah Winfrey
73. ↑  Black Single of the Decade
74. ↑  greatest dance record of all time
75. ↑  Rolling Stone
76. ↑  MTV
77. ↑  greatest pop song since 1963
78. ↑  I Want You Back
79. ↑  Beat It
80. ↑  Beat It
81. ↑  World’s Favourite Song
82. ↑  Channel 4
83. ↑  Millennium Poll
84. ↑  TIME
85. ↑  All-TIME 100 Songs
86. ↑  The 500 Greatest Songs of All Time
87. ↑  ITV
88. ↑  Visionary: The Video Singles
89. ↑  most successful reissue by some distance
90. ↑  Grand Theft Auto: Vice City
91. ↑  Vice City
92. ↑  Charlie's Angels
93. ↑  Music Video Producers Hall of Fame
94. ↑  Break Dance
95. ↑  telecommunications company 3
96. ↑  Top 20 Music Videos Ever
97. ↑  100 Greatest Videos Ever Made
98. ↑  Thriller
99. ↑  Beat It
100. ↑  VH1
101. ↑  Scream
102. ↑  Black or White
103. ↑  Best R&B Song
104. ↑  Best R&B Male Vocal Performance
105. ↑  Favorite Pop/Rock Single
106. ↑  Favorite dance/disco 12" LP
107. ↑  Black Single of the Decade
108. ↑  Black Gold Award
109. ↑  Best Single Of The Year
110. ↑  Cashbox (magazine)
111. ↑  Top Pop Single
112. ↑  Top Black Single
113. ↑  Canadian Black Music Awards
114. ↑  Best International Single
115. ↑  NARM Awards
116. ↑  Best Selling Single
117. ↑  lead and backing vocals; Yamaha CS-80 synthesizer; songwriting; composition; vocal, rhythm, synthesizer and string arrangements
118. ↑  Producer
119. ↑  Bruce Swedien – mixing, engineer
120. ↑  Leon Ndugu Chancler – drums
121. ↑  Greg Phillinganes: Rhodes, synthesizer
122. ↑  Greg Smith: Synthesizer
123. ↑  Bill Wolder: Synthesizer, synthesizer programming
124. ↑  David Williams: Guitar
125. ↑  Louis Johnson: Bass
126. ↑  N'dugu Chancler: Drums
127. ↑  Michael Boddicker: Emulator
128. ↑  String arrangement by Jerry Hey
129. ↑  Strings conducted by Jeremy Lubbock
130. ↑  Tom Scott – lyricon
131. ↑  Thriller 25
132. ↑  Kanye West
133. ↑  Mike Joseph
134. ↑  PopMatters
135. ↑  Rob Sheffield
136. ↑  Bobby Orr
137. ↑  Club House
138. ↑  mashup
139. ↑  Do It Again
140. ↑  Steely Dan
141. ↑  Slingshot
142. ↑  Linx
143. ↑  Tigerstyle
144. ↑  Ice Ice Baby
145. ↑  Vanilla Ice
146. ↑  Kaka Bhaniawala
147. ↑  Signature
148. ↑  Britain's Got Talent
149. ↑  The Bates
150. ↑  Pleasure + Pain
151. ↑  Psycho
152. ↑  Alfred Hitchcock
153. ↑  Ian Brown
154. ↑  The Sound Bluntz
155. ↑  Chris Cornell
156. ↑  Carry On
157. ↑  David Cook
158. ↑  American Idol
159. ↑  Patrick Stump
160. ↑  Fall Out Boy
161. ↑  EDEN
162. ↑  Weezer
163. ↑  Album Version
164. ↑  ۱۲” Extended Remix
165. ↑  Instrumental Version
166. ↑  Pepsi Version
167. ↑  Four On The Floor Radio Mix
168. ↑  Original Demo Recording

## فهرست منابع مکتوب
- Campbell, Lisa (1993). Michael Jackson: The King of Pop. Branden. ISBN 0-8283-1957-X.
- George, Nelson (2004). Michael Jackson: The Ultimate Collection (booklet). Sony BMG.
- Halstead, Craig; Cadman, Chris (2003). Jacksons Number Ones. Authors OnLine. ISBN 978-0-7552-0098-6.
- Halstead, Craig (2007). Michael Jackson: For the Record. Authors OnLine. ISBN 978-0-7552-0267-6.
- Jackson, Michael (1988). Moon Walk. Doubleday. ISBN 0-385-24712-5.
- Taraborrelli, J. Randy (2004). The Magic and the Madness. Headline Group. ISBN 0-330-42005-4.
- Thriller 25: The Book (2008). Thriller 25: The Book. ML Publishing Group. ISBN 978-0-9768891-9-9.
- Wadhams, Wayne (2001). Inside the Hits. Berklee Press. ISBN 0-634-01430-7.

برای مطالعه بیشتر
- جکسون، مایکل (۱۹۸۸). ماه‌نورد. ترجمهٔ شیریان، پریسا (۱۳۹۸). نوای مکتوب. شابک ۹۷۸۶۰۰۹۷۳۹۷۹۰.